# Pili

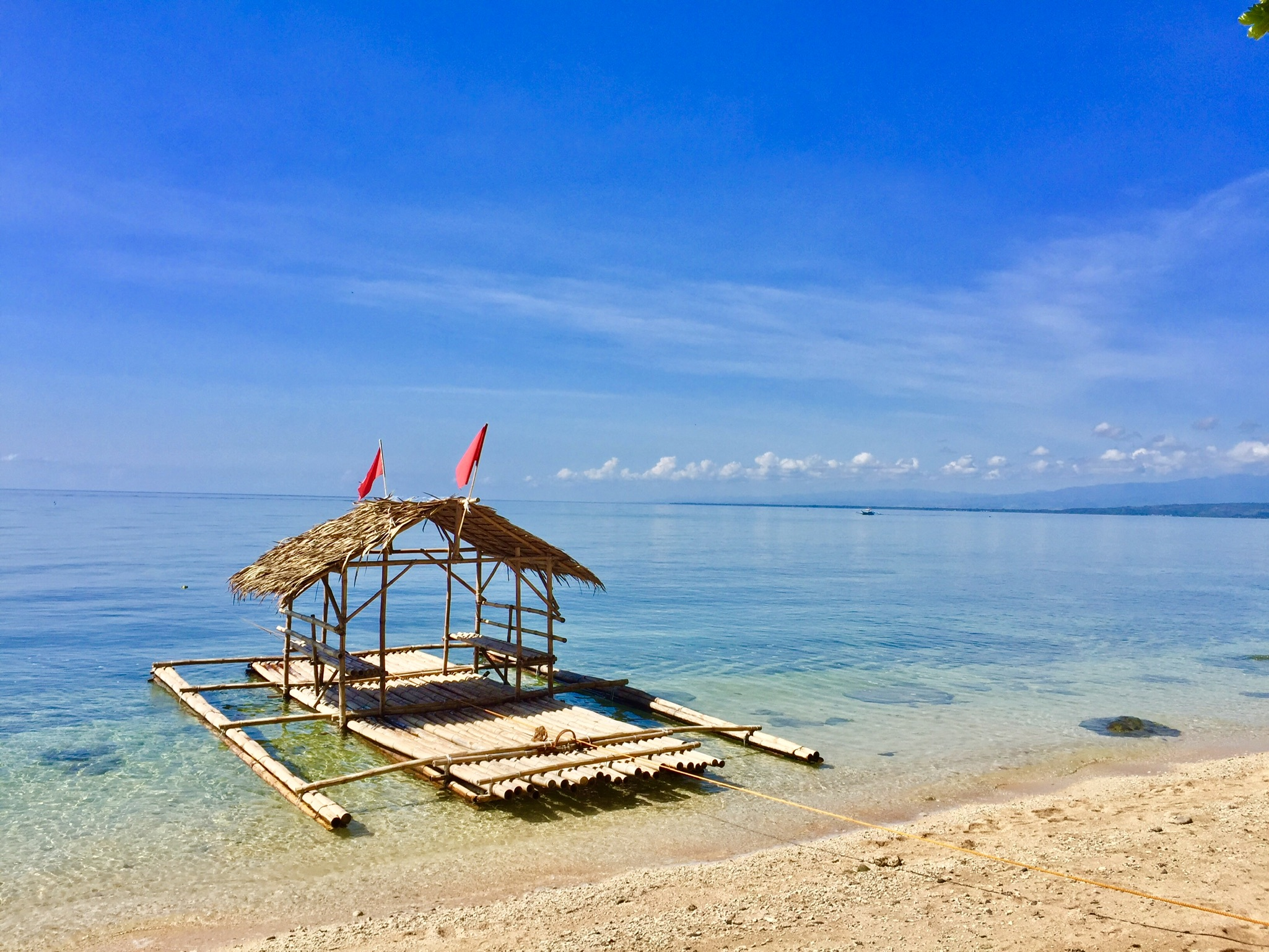
Boat resting on the white sands in Bulaklak Beach, Pili, Pinamalayan, Oriental Mindoro

Pili is een gemeente in de Filipijnse provincie Camarines Sur op het eiland Luzon. Bij de laatste census in 2007 had de gemeente ruim 76 duizend inwoners.

## Geografie

### Bestuurlijke indeling
Pili is onderverdeeld in de volgende 26 barangays:
| - Anayan - Bagong Sirang - Binanuaanan - Binobong - Cadlan - Caroyroyan - Curry - Del Rosario - Himaao - La Purisima - New San Roque - Old San Roque - Palestina | - Pawili - Sagrada - Sagurong - San Agustin - San Antonio - San Isidro - San Jose - San Juan - San Vicente - Santiago - Santo Niño - Tagbong - Tinangis |

## Demografie
Pili had bij de census van 2007 een inwoneraantal van 76.496 mensen. Dit zijn 9.103 mensen (13,5%) meer dan bij de vorige census van 2000. De gemiddelde jaarlijkse groei komt daarmee uit op 1,76%, hetgeen lager is dan het landelijk jaarlijks gemiddelde over deze periode (2,04%). Vergeleken met de census van 1995 is het aantal mensen met 14.976 (24,3%) toegenomen.

De bevolkingsdichtheid van Pili was ten tijde van de laatste census, met 76.496 inwoners op 126,25 km², 605,9 mensen per km².